# Дубок (човен)
Дубок — XV—XVI ст. вітрильно-гребний рибальський човен зі шпринтовим (раніше прямим вітрилом). Ранні човни в основі мали довбаний човен-дуб. Довжина — 10 м, ширина близько 2,5 м, осадка 0,5-0,6 м. Добре збережений дубок знайдений в районі м. Бендер на річці Дністер. Його вік перевищує 500 років. Радіовуглецевий аналіз датував деревину 1420 ± 50 років. У деревині збереглися отвори для прив'язування снопів очерету або розтяжок щогли. Дубок став прабатьком чайок, що були спочатку ні чим іншим, як дубками з надбудованими бортами.